# Otto von Falke
Otto von Falke (* 29. April 1862 in Wien; † 15. August 1942 in Schwäbisch Hall) war ein deutscher Kunsthistoriker und Museumsleiter. Er war von 1895 bis 1908 Direktor des Kunstgewerbemuseums Köln, anschließend bis 1927 Direktor des Berliner Kunstgewerbemuseums und von 1920 bis 1927 Generaldirektor der Staatlichen Museen zu Berlin.

## Leben und Werk
Als Sohn des Kunsthistorikers Jacob von Falke nahm er 1881 das Studium von Geschichte, Kunstgeschichte und Klassischer Archäologie an der Universität Wien auf und wurde dort 1887 promoviert. Während seines Studiums wurde er 1882 Mitglied der Wiener akademischen Burschenschaft Libertas. Mit der folgenden Tätigkeit am Kunstgewerbemuseum Berlin und auf Reisen verschaffte er sich umfassende Kenntnisse über die verschiedenen Bereiche des Kunsthandwerks. 1895 wurde er Direktor des Kunstgewerbemuseums in Köln. 1908 übernahm er das gleiche Amt am Berliner Kunstgewerbemuseum. 
Als Nachfolger Wilhelm von Bodes wurde er 1920 zum Generaldirektor der Staatlichen Museen zu Berlin berufen. Nach seiner Pensionierung im Jahre 1927 widmete er sich weiterhin intensiv der wissenschaftlichen Arbeit, insbesondere als Begründer, Herausgeber und Hauptautor der Zeitschrift Pantheon. Durch seine Arbeiten gilt er als bedeutendster deutscher Forscher auf dem Gebiet des Kunstgewerbes. Mit seinen zahlreichen von ihm verfassten Sammlungskatalogen erwarb er sich europaweit Ansehen. 
Im Jahr 1942 erhielt er die Goethe-Medaille für Kunst und Wissenschaft.
Verheiratet war er mit Luise Dreger (1865–1935). Beider Grabstätte befindet sich auf dem Südwestkirchhof Stahnsdorf.
Ein Teil von Otto von Falkes schriftlichem Nachlass befindet sich heute im Deutschen Kunstarchiv im Germanischen Nationalmuseum in Nürnberg.

## Schriften (Auswahl)
- Aesthetik des Kunstgewerbes. Ein Handbuch für Haus, Schule und Werkstätte, Stuttgart 1883.
- Majolika, Berlin 1896; 2. Auflage Berlin 1907.
- Führer durch das Kunstgewerbe-Museum der Stadt Köln, Köln 1900.
- mit Heinrich Frauberger: Deutsche Schmelzarbeiten und andere Kunstwerke der kunst-historischen Ausstellung zu Düsseldorf 1902, J. Baer, Frankfurt/M. 1904.
- Das Kunstgewerbe im MA In: Georg Lehnert: Illustrierte Geschichte des Kunstgewerbes, Berlin 1907/08, S. 190–422.
- Das rheinische Steinzeug, 2 Bände, Berlin 1908.
- Der Dreikönigsschrein des Nikolaus von Verdun im Cölner Domschatz, München-Gladbach 1911 (Digitalisat).
- Der Mainzer Goldschmuck der Kaiserin Gisela, Berlin 1913.
- Das Kunstgewerbemuseum, (Führer durch die kgl. Museen zu Berlin), Berlin 1915.
- Deutsche Porzellanfiguren, Berlin 1919.
- Kunstgeschichte der Seidenweberei, Berlin 1921; 4. Auflage Tübingen 1951.
- mit Hermann Schmitz: Deutsche Möbel vom Ausgang des Mittelalters bis zum 19. Jahrhundert, 3 Bände, Stuttgart 1923–1924.
- Kunstwerke aus den Beständen Leningrader Museen und Schlösser, Auktionskatalog, 4 Bände, Berlin 1928–1929.
- mit Georg Swarzenski: Der Welfenschatz, Frankfurt/M. 1930.
- mit Erich Meyer: Romanische Leuchter und Gefässe (= Bronzegeräte des Mittelalters Bd. 1). Deutscher Verein für Kunstwissenschaft, Berlin 1935.